# Sluring (mat)

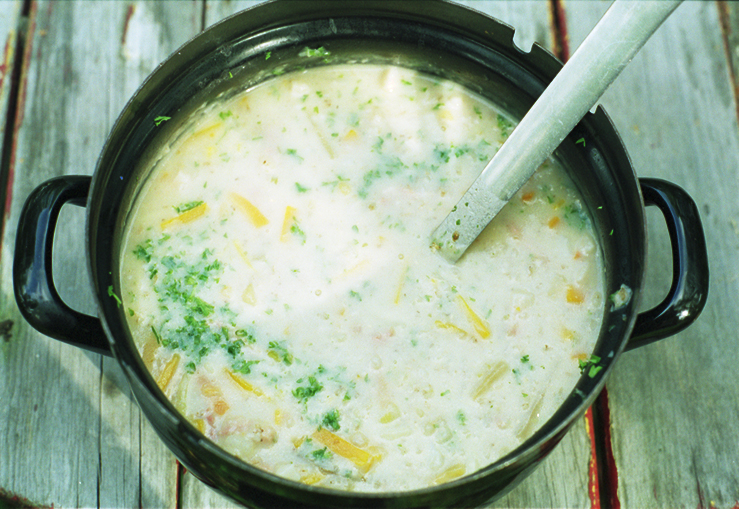
Sluring vid Glindrans skola i Björkvik 1998.

Sluring är en gammal nordisk maträtt som lagades på enklast möjliga sätt direkt i grytan eller stekpannan. Den var vanlig bland skogsarbetare, kolare, rallare och andra kroppsarbetare som levde under primitiva förhållanden (bland annat i Värmland, Dalarna och Norrland).
Grundreceptet baseras på fläsk, mjöl och rotfrukter. Tisdagssoppa och bataljonsvälling är sluring med mer vätska (vatten eller mjölk) i.
Moderna variationer av rätten förekommer, med till exempel bacon och potatismospulver.

## Tillredning
Man steker små bitar av saltat fläsk så att flottet steker ut, sedan blandar man ner mjöl och små bitar av potatis eller andra rotfrukter tills man får en lämplig konsistens. 
Vad man gjorde sedan varierade:
- Vissa blandade ut ingredienserna med vatten eller, om man hade råd och kunde, med mjölk, och åt det hela som ett slags soppa eller välling. Denna variant, en enkel soppa med korngryn och potatis och/eller kål, serverades förr ofta till beväringar och fångar.[1] Den ingår även i mattraditionen i bland annat Hälsingland och Östergötland och är även känd under namnen bataljonsvälling och tisdagssoppa.[2]

- Andra lät smeten stelna till något pannkaksliknande som påminner om kolbullar.[3]

Det första var lämpligt om man hade bråttom och skulle äta direkt, det senare var lämpligt om en del av sluringen skulle sparas till senare tillfälle.

## Tisdagssoppa
Tisdagssoppa är en sluring som görs av spadet av kokt fläsk eller salt kött, pärlgryn, morötter, kålrot, palsternacka, persiljerot, potatis, mjölk, mjöl, ingefära och peppar, samt eventuellt finhackad persilja och ägg. I andra versioner av rätten än den som ges ovan har purjolök och grädde tillsatts, samt hackade ägg och ingefära uteslutits.
Namnet tisdagssoppa kan härledas från gammal svensk mattradition som föreskriver att middagsmålet på tisdagar skall utgöras av soppa.